# María Forteza
Maria Mercè Forteza Fuster (Mallorca, 1910 o 1911 — Palma, 27 de enero de 1960) fue una cineasta, cupletista y artista de variedades española, quizá la primera mujer que dirigió una película sonora en España, Mallorca, entre 1932 y 1934.

## Trayectoria
Según las investigaciones parciales  realizadas por la Filmoteca Española en 2020, María Forteza fue la directora del filme Mallorca, rodado en una fecha estimada entre 1932 y 1934. Esto la convertiría en la primera mujer en realizar un filme sonoro en España. Anteriormente, fue Rosario Pi, otra de las pioneras del cine, la mujer a la que se le atribuía el haber rodado la primera película sonora en España en 1935, El gato montés.
Forteza era de origen chueta. Se casó con Ramón Úbeda (Barcelona, 1901) en la localidad de Sant Gervasi, donde junto a su marido trabajó como actriz de doblaje en películas. En los años 40, el matrimonio se trasladó a Lisboa.
Debutó en el Teatro Lírico de Palma en 1924. En 1927 era una reputada cupletista en la isla de Mallorca, junto artistas como Maria Baña, Maria Llobera o Blanca de Parma. No apoyó el golpe de Estado de 1936, por lo que se exilió a Lisboa junto a su marido y su hija. Allí permaneció desde el final de la Guerra Civil hasta 1951, cuando volvió a Mallorca con su hija (su marido decidió marcharse solo a Sudamérica y perdieron el contacto con él de forma definitiva). No se tuvo más noticias de ella, salvo una noticia publicada en 1958 que la recordaba como cupletista famosa en los años 1920.
Murió en Palma el 27 de enero de 1960, a la edad de 49 años, a causa de una enfermedad cardíaca (en 1964 Úbeda aparecía ya como viudo en su pasaporte). Su hija siguió viviendo en la isla, en el anonimato.

## Obra
Mallorca es un cortometraje de 7 minutos y 40 segundos de duración, con una estructura dramática de documental, producido por su marido Ramón Úbeda y rodado con un sistema de sonido inventado por este. Llegó a los archivos de la Filmoteca Española en 1982, aunque hasta 2020 no se visualizó, por lo que se desconocía la existencia, tanto del filme como de la propia Forteza hasta ese momento.
La película es un homenaje al compositor Isaac Albéniz, a quien Forteza dedica el filme al comienzo. La obra de Forteza "destaca por su voluntad artística y experimental", compaginando diferentes ubicaciones mallorquinas montadas sobre el opus 202 del compositor catalán: Sant Francesc, Es Born, Sa Llonja, además de otros edificios emblemáticos de Palma y panorámicas de Cala Figuera.
La cinta estuvo almacenada en el guardamuebles de un hermano de Úbeda en Barcelona junto a un numeroso grupo de películas en nitratos. Los dueños del almacén dejaron de recibir los pagos por lo que dispusieron del espacio. En lugar de subastar las películas que encontraron, decidieron en 1982 donarlas a la Filmoteca Española. En aquella cesión estaba Mallorca. El cortometraje documental dirigido por Forteza, fue catalogado erróneamente y el mundo tardaría aún más de treinta años en descubrirlo.

## Reconocimientos
En 2021, el premio Ciudad de Palma de Audiovisuales llevó el nombre de María Forteza, denominando además al resto de sus galardones como Montserrat Casas, Caty Juan de Corral y Margaluz, en honor de todas ellas.